# استانیسواو دراگان
استانیسواو دراگان (انگلیسی: Stanisław Dragan; ۲۱ نوامبر ۱۹۴۱ – ۲۱ آوریل ۲۰۰۷) بوکسور اهل لهستان بود.